# 酒精耐受性

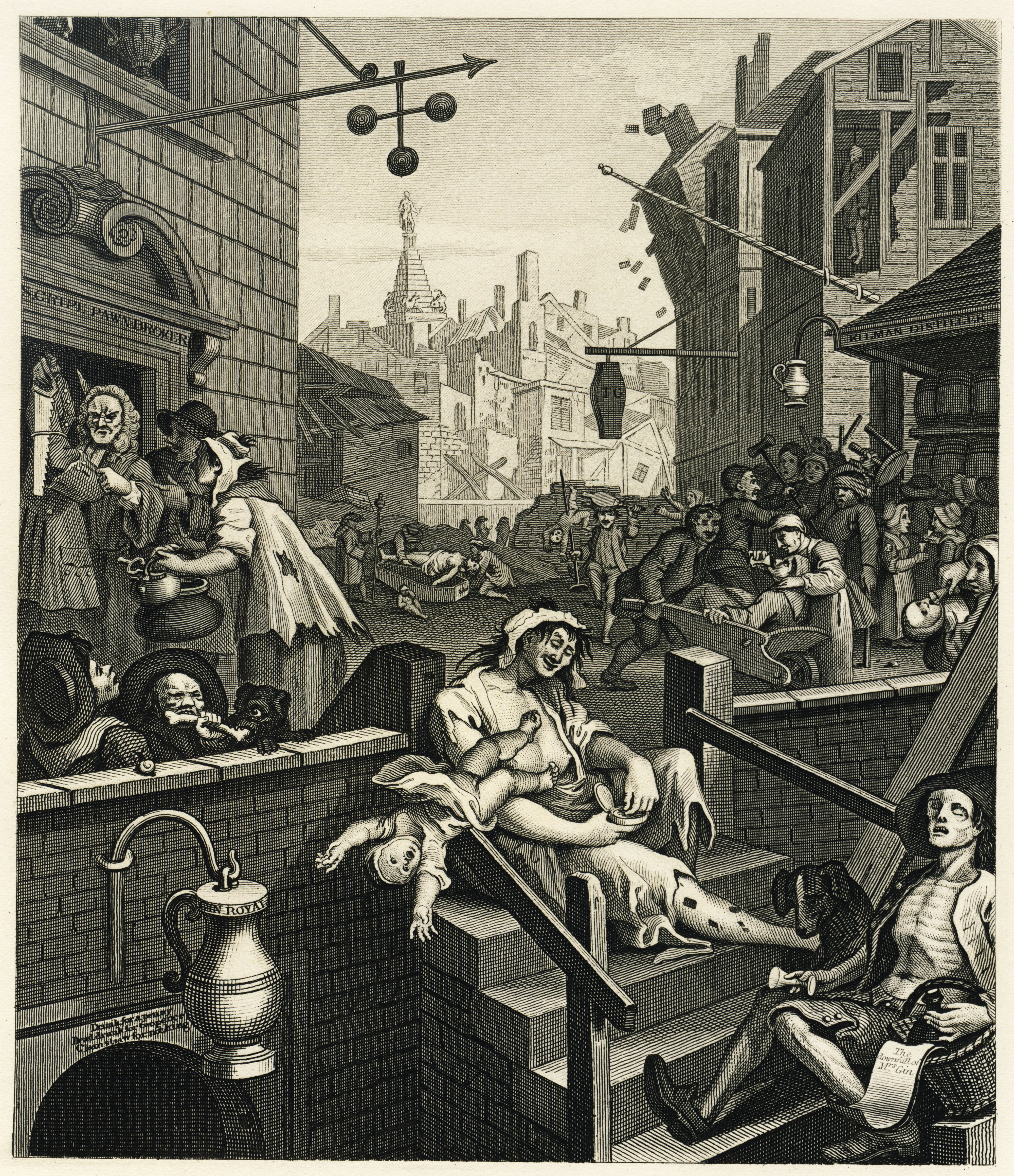
英國畫家及漫畫家威廉·賀加斯1751年所繪，有關工業革命初期所發生的琴酒之亂現象（請參考啤酒街與琴酒巷）。

酒精耐受性（英語：Alcohol tolerance）是指身體對酒精飲料中的乙醇成分功能所做的反應。包括直接耐受性、從大量飲酒中恢復的速度、以及對抗酒精使用疾患發生的能力。

## 飲用引起的耐受性
經常飲酒會增加酒精耐受性。耐受性產生之後，會把身體對於酒精的敏感性降低，而後要攝取更多的酒精，才能達到之前相同的陶醉效果。酒精耐受性可能會導致（或是顯示出跡象）酒精依賴的結果。
經過多年大量飲酒會導致“反向耐受”的結果。因為長期飲酒會損壞肝臟，讓脂肪和疤痕組織堆積。肝臟損壞後，代謝（即分解酒精）的能力會降低，表示攝取少量的酒精就會導致血液酒精濃度 (BAC) 升高，和更快的酒精中毒。

## 酒精耐受生理學原理

醇脫氫酶（ADH）作用圖。

直接酒精耐受性在很大程度上取決於人體的體型。體型較大的人與體型較小的人相比，需要更多的酒精才能達到醉酒的狀態。由於男性平均的體積比女性大，通常會具有更高的酒精耐受性。酒精耐受性還與肝臟和血液中的醇脫氫酶（ADH，一組負責分解酒精的酶）的活性有關聯。
高水平的醇脫氫酶活性會讓乙醇快速轉化為毒性更大的乙醛。酗酒者所具有的非典型醇脫氫酶速率通常會低於非酗酒者。
據估計有二十分之一的人會發生酒精性臉紅反應。但這種反應絕不能當作飲者醉酒的指標。當身體更快地把酒精代謝成乙醛（一種有毒代謝產物）時，就會發生輕微的潮紅反應。當身體代謝乙醛的速度較慢時，會發生更嚴重的潮紅反應，這情況通常是因為乙醛脫氫酶（ALDH）失活的結果。前述的兩種情況 - 酒精轉化為乙醛的速度較快，以及乙醛被去除的速度較慢 - 會把過度飲酒和酒精依賴的風險降低。

## 不同種族間酒精耐受性
飲酒和發展出酒精使用疾患似乎是靈長目動物的常見現象，而不僅是人類的特有現象。人類與非人類靈長目動物相比，獲得酒精的數量會更大，尤其是因為農業發展，酒精供應量大增的緣故。世界人口中，對酒精的耐受性各不相同。醇脫氫酶的遺傳學顯示人類對於酒精的抗性是在各種不同的文化中獨立發展而出。在北美的原住民，與歐洲人和亞洲人相比，發生酒精使用疾患的可能性最高。亞洲群體內部，例如中國人和韓國人之間，也存在不同的酒精耐受性。根據報導，對於歐洲人後裔而言，適度的飲酒對健康的好處，似乎並未發生在非洲人後裔身上。
較高體型和較高水平的醇脫氫酶的人會有較高的酒精耐受性，而成人體重和酶也因種族而異。然而，並非所有耐受性差異都和生物化學有關。耐受水平差異還會受到社會經濟和文化差異，包括飲食、平均體重、和消費模式的影響。

## 資料來源
- Carroll, Charles R.  Drugs in Modern Society . NY: McGraw-Hill, 2000 (fifth ed.).
- Chesher, G.; Greeley, J. . Alcohol, Drugs and Driving. 1992, 8 (2): 93–106.
- Osier, M; Pakstis, AJ; Kidd, JR; Lee, JF; Yin, SJ; Ko, HC; Edenberg, HJ; Lu, RB; Kidd, KK. . American Journal of Human Genetics. 1999, 64 (4): 1147–57. PMC 1377839 . PMID 10090900. doi:10.1086/302317.
- Muramatsu, T; Wang, ZC; Fang, YR; Hu, KB; Yan, H; Yamada, K; Higuchi, S; Harada, S; Kono, H. . Human Genetics. 1995, 96 (2): 151–4. PMID 7635462. S2CID 1624596. doi:10.1007/BF00207371.
- Neumark, YD; Friedlander, Y; Thomasson, HR; Li, TK. . Journal of Studies on Alcohol. 1998, 59 (2): 133–9. PMID 9500299. doi:10.15288/jsa.1998.59.133.
- Borinskaya, S. A.; Gasemianrodsari, F.; Kalyina, N. R.; Sokolova, M. V.; Yankovsky, N. K. . Russian Journal of Genetics. 2005, 41 (11): 1291–4. S2CID 4686166. doi:10.1007/s11177-005-0231-5. Translated from . Genetika. 2005, 41 (11): 1563–6. PMID 16358724.
- Borinskaya, Svetlana; Kal'Ina, Nina; Marusin, Andrey; Faskhutdinova, Gulnaz; Morozova, Irina; Kutuev, Ildus; Koshechkin, Vladimir; Khusnutdinova, Elza;  et al. . American Journal of Human Genetics. 2009, 84 (1): 89–92; author reply 92–4. PMC 2668054 . PMID 19124091. doi:10.1016/j.ajhg.2008.12.007.
- Li, Hui; Borinskaya, Svetlana; Yoshimura, Kimio; Kal’Ina, Nina; Marusin, Andrey; Stepanov, Vadim A.; Qin, Zhendong; Khaliq, Shagufta;  et al. . Annals of Human Genetics. 2009, 73 (3): 335–45. PMC 2846302 . PMID 19456322. doi:10.1111/j.1469-1809.2009.00517.x.

## 延伸閲讀
- Caetano R, Clark CL, Tam T.  (PDF). Alcohol Health Res World. 1998, 22 (4): 233–41. PMC 6761890 . PMID 15706749. （原始内容 (PDF)存档于June 16, 2015）.